# روش گشتاورها (آمار)
در آمار، روش گشتاورها (به انگلیسی: Method of moments) روشی است برای تخمین مقادیر پارامترهای یک توزیع احتمال که نمونههایی از آن مشاهده شده‌است. در این روش، تخمین گشتاورهای توزیع احتمال با مقدار نظری گشتاورها (که تابعی از پارامترها هستند) برابر قرار داده شده و مقدار پارامترها تخمین‌زده می‌شوند.

## روش
فرض کنید که می‌خواهیم {\displaystyle p} پارامتر مجهول به نام‌های {\displaystyle \theta _{1},\theta _{2},\ldots ,\theta _{p}} را که تابع توزیع {\displaystyle f_{W}(w;{\boldsymbol {\theta }})} را مشخص می‌سازند برآورد کنیم.  فرض کنید بتوانیم {\displaystyle p} تا از گشتاورهای توزیع حقیقی به صورت زیر برحسب توابعی از {\displaystyle {\boldsymbol {\theta }}} بنویسیم:
{\displaystyle \mu _{1}\equiv E[W^{1}]=g_{1}(\theta _{1},\theta _{2},\dots ,\theta _{p}),}
{\displaystyle \mu _{2}\equiv E[W^{2}]=g_{2}(\theta _{1},\theta _{2},\dots ,\theta _{p}),}
{\displaystyle \vdots }

{\displaystyle \mu _{p}\equiv E[W^{p}]=g_{p}(\theta _{1},\theta _{2},\dots ,\theta _{p}).}
فرض کنید  {\displaystyle {\hat {\mu _{j}}}=(\Sigma _{i=1}^{n}w_{i}^{j})/n}، j-امین گشتاور تجربی محاسبه شده برای گشتاور  {\displaystyle \mu _{j}} باشد. تخمین  پارامترهای {\displaystyle \theta _{1},\theta _{2},\ldots ,\theta _{p}} به کمک روش گشتاورها که با {\displaystyle {\hat {\theta }}_{1},{\hat {\theta _{2}}},\dots ,{\hat {\theta }}_{p}} نشان‌داده می‌شود از حل معادله‌های زیر به‌دست می‌آید (اگر معادلات جواب داشته‌باشند.):
{\displaystyle {\hat {\mu }}_{1}=g_{1}({\hat {\theta }}_{1},{\hat {\theta _{2}}},\dots ,{\hat {\theta }}_{p}),}
{\displaystyle {\hat {\mu }}_{2}=g_{2}({\hat {\theta }}_{1},{\hat {\theta _{2}}},\dots ,{\hat {\theta }}_{p}),}
{\displaystyle \vdots }

{\displaystyle {\hat {\mu }}_{p}=g_{p}({\hat {\theta }}_{1},{\hat {\theta _{2}}},\dots ,{\hat {\theta }}_{p}).}

## مزایا و معایب
در بسیاری از کاربردها، روش درست‌نمایی بیشینه رونالد فیشر جایگزین روش گشتاورها شده‌است. دلایل اصلی برتری درست‌نمایی بیشینه، تقریب بهتر پارامترها توسط این روش است و این نکته که درست‌نمایی بیشینه همواره تقریب‌های بامعنایی تولید می‌کند درحالی که نتیجهٔ روش گشتاورها گاهی ممکن‌است از نظر فیزیکی بی‌معنی باشند. مزیت روش گشتاورها، در برخی توزیع‌ها، سادگی معادلاتی است که برای تخمین پارامترها لازم است حل شوند.